# آزولکوکا (کوسکو)
آزولکوکا (به اسپانیایی: Azulcocha) یک کوه در پرو است که در Peru, Cusco Region واقع شده‌است. آزولکوکا ۵٬۲۶۹ متر بالاتر از سطح دریا واقع شده‌است.